# António Manrique de Lara
António Manrique de Lara (?, c. 1466 -Navarrete, 13 de dezembro de 1535) foi um Vice-rei de Navarra e Duque de Nájera espanhol. Exerceu o vice-reinado de Navarra entre 1516 e 1521. Antes dele o cargo foi exercido por Fadrique de Acuña. Seguiu-se-lhe Francisco de Zúñiga Avellaneda y Velasco.